# Mujer amante
«Mujer amante» es una de las canciones más famosas de la banda argentina de heavy metal Rata Blanca. La canción fue compuesta por Adrián Barilari en su baño y pese a estar compuesta la música previamente, Adrián puso letra sin saber que esa canción junto a varias del disco Magos, Espadas y Rosas los iba a lanzar a la fama masiva en Argentina, y los llevó a recorrer América y parte de Europa.

## Historia
Adrián Barilari llevaba pocos meses en el grupo, y le planteó a Walter Giardino la posibilidad de componer. Llegaron a un acuerdo y el guitarrista le ofreció una canción speed metal con doble pedal que no tenía ni letra ni nombre, por lo que Barilari escribió sobre la pieza musical y la nombró "Estrella fugaz". Sin embargo, cuando Giardino vio el resultado decidió que dicha letra sería más adecuada para otra melodía que estaba rondando en los ensayos, quedando Mujer amante finalmente terminada, y usando la primera composición de tempo rápido para la canción que más tarde resultaría siendo Haz tu jugada.
Originalmente solo la interpretaban en los ensayos y no iba a formar parte de Magos, espadas y rosas ya que contrastaba con el sonido característico de la banda, pero decidieron incluirla como relleno al ver que el álbum duraba menos de 40 minutos y, al editarse en  vinilo, necesitaban un mínimo de 45'.
Según cuenta Barilari: 

"Era una balada que claramente no tenía mucha relación con el disco, y por lo mismo generó mucha reticencia incluir una canción de medio tiempo en un trabajo que tenía un sonido bastante duro".

Walter Giardino decía al respecto:

No nos identificaba demasiado. Creíamos que era una linda canción… Punto. Nunca nos imaginábamos que podía tener tanto crossover como el que tuvo y llegar a lugares impensados. La verdad en un momento nos molestó que nos identificaran todo el tiempo con esa canción, porque no coincide para nada con el resto de la obra de Rata, pero ni cerca. Pero bueno, los éxitos no se discuten, simplemente existen y hay que aceptarlos.

Según palabras de Adrían Barilari en una entrevista radial con Rock & Pop en 2005, luego de incluir la balada para completar los minutos del álbum, la banda se negó en un principio a interpretarla en vivo y a que sea corte de difusión o sencillo. A pesar de dicha resistencia, la canción terminó igualmente siendo un éxito masivo en radios, traspasando todos los estratos sociales y e insertando a Rata Blanca en el mercado hispanoamericano y parte del europeo, logrando así una popularidad impensada hasta ese momento para un grupo metálico argentino.
Respecto a estos eventos, Barilari explica:

En esas épocas el disco tenía que tener un tiempo determinado, porque se fabricaban vinilos. Nos dijeron que era corto y nos preguntamos "¿y ahora qué hacemos?". "Bueno, pongamos esa balada que quedó ahí, pero como relleno. Corte de difusión no". La compañía quiso que fuera corte de difusión, y nos negamos porque queríamos salir con "La leyenda del hada y el mago" y "Días duros" en el lado A y en el lado B. Y así fue. Pero después pasó lo que pasó.

“La historia dijo que esa canción iba a ser lo que fue, sin que nosotros lo decidiéramos.

## Letra
Se creía que la letra de la canción sugiere que la mujer de la que se habla es un súcubo, un tipo de demonio femenino que aparece en sueños. Sin embargo, Adrián Barilari niega esto y afirma que no existe nada referencial.

## Reconocimientos
En 2002 fue considerada como la 74° mejor canción del denominado rock argentino de la lista de Las 100 destacadas por la revista Rolling Stone (Argentina). En 2007 fue considerada por la página Rock.com.ar como la 57° mejor canción del rock argentino de la lista de Las 100 de los 40.

## Músicos
- Adrián Barilari (1959 - presente): Voz.
- Walter Giardino (1960 - presente): Guitarra eléctrica líder.
- Gustavo Rowek (1963 - presente): Batería.
- Sergio Berdichevsky (1964 - presente): Guitarra eléctrica rítmica.
- Guillermo Sánchez (1964 - 2017): Bajo eléctrico.
- Hugo Bistolfi (1964 - presente): Teclados.

## Covers
- El grupo español Mägo de Oz realizó una versión de este tema en su álbum Belfast, de 2004.
- El tema fue versionado por Alianza, la banda que formó Barilari junto a Hugo Bistolfi luego de partir de Rata Blanca.
- La banda Trivio, que formó Gabriel Marian (ex Rata Blanca) también hizo su propia versión acústica.
- La boy band chilena Tridente 3 realizó una versión pop-rock de este tema en su disco debut Live in UP.
- La banda argentina Los Tipitos realizó una versión de este tema en su álbum Rock Nacional, de 2017.